# Andy J. Forest
Andy J. Forest (né le 10 mai 1955 dans l'État de Washington) est un musicien, joueur d'harmonica et guitariste américain.

## Biographie
Né dans l'État de Washington, il déménage avec sa famille à Pasadena, dans le sud de la Californie, alors qu'il est encore enfant. Dès son plus jeune âge, il se passionne pour le blues, assiste à des concerts et apprend à jouer de l'harmonica. Après avoir abandonné l'école à l'âge de 16 ans, il quitte la Californie et se rend d'abord à Hawaï, puis aux îles Vierges, à New York et à la Nouvelle-Orléans. Au cours de ces pérégrinations, Forest subvient à ses besoins en exerçant les métiers les plus divers : marin, cueilleur de coton, électricien et pêcheur. Sa formation instrumentale est tout aussi éclectique : outre le chant et l'harmonica, il étudie la guitare, le violon, la basse et le saxophone. En 1974, il décide de s'installer à la Nouvelle-Orléans, où il vit trois ans pendant lesquels il devient professionnel, jouant avec Earl King et John Mooney, et se développant musicalement sous l'influence de Sonny Terry, Little Walter Jacobs, James Cotton, Paul Butterfield, Taj Mahal et Charlie Musselwhite.
En 1977, il reprend la route, cette fois en direction de l'Europe. Il se pose en Italie et s'y installe pour près de 15 ans, continuant à tourner sur le Vieux Continent avec une brève incursion infructueuse au Maroc et au Sénégal. En France, il entre en contact avec le guitariste malgache Tao Ravao. En 1979, il se rend à Bologne, où il enregistre son premier disque, The List, avec son groupe Andy J. Forest and the Stumblers. Le disque est publié par Italian Records.
Le 3 avril 1979, Andy J. Forest participe au Bologna Rock, un festival qui se déroule au Palasport et qui réunit sur scène les meilleurs groupes de la scène punk rock et new wave bolonaise de l'époque. Parmi eux, Windopen, Gaznevada, Skiantos, Bieki, Naphta, Confusional Quartet, Luti Chroma, Frigos et Cheaters.
Forest se produit en Europe et en Amérique du Nord. En Europe, le groupe est généralement composé de Leo Ghiringhelli à la guitare, Luca Tonani à la basse et Pablo Leoni à la batterie. Aux États-Unis, Jack Cole est le guitariste, David Hyde le bassiste et Allyn Robinson le batteur. Au Canada, le bluesman joue avec le groupe Monkey Junk,.

## Vie personnelle
Sa fille Alison, actrice, décoratrice et productrice de films, a réalisé la vidéo Franklin Avenue, single de l'album Other Rooms.

## Discographie

### Albums studio
- 1979 : The List
- 1981 : Harmonica Man
- 1982 : Andy J Forest and Snapshots
- 1983 : Hog Wild
- 1987 : Cat on a Hot Tin Harp
- 1989 : Grooverockbluesfunkn'roll – Live
- 1989 : Shuffle City - Live at the Montreux Jazz Festival
- 1992 : N.O.LA.
- 1994 : Bluesness as Usual
- 1995 : Hogshead Cheese
- 1996 : Blue Orleans
- 1998 : Letter from Hell
- 1999 : Live at the Rainbow
- 2001 : Sunday Rhumba
- 2003 : Deep Down Under (In the Bywater)
- 2006 : Real Stories
- 2011 : Notown Story: the Triumph of Turmoil
- 2013 : Other Rooms
- 2015 : Word Shadows and Ghost Notes

### Singles
- 1984 : Affittato Blues
- 1987 : Baby I'm Alone

## Filmographie

### Cinéma
- Miranda, réalisé par Tinto Brass (1985)
- Meglio baciare un cobra, réalisé par Massimo Pirri (1986)
- Trésor de guerre, réalisé par Umberto Lenzi (1986)
- Capriccio, réalisé par Tinto Brass (1987)
- Pizza Connection, réalisé par Tonino Valerii (1987)
- Appuntamento in nero, réalisé par Antonio Bonifacio (1990)
- À la recherche du scorpion d'or, réalisé par Umberto Lenzi (1991)

### Télévision
- La casa del sortilegio, réalisé par Umberto Lenzi – téléfilm (1989)